# أوين توماس إدغار
أوين توماس إدغار (بالإنجليزية: Owen Thomas Edgar)‏ هو عسكري أمريكي، ولد في 17 يونيو 1831 في فيلادلفيا في الولايات المتحدة، وتوفي في 3 سبتمبر 1929 في واشنطن العاصمة في الولايات المتحدة.